# Bebeto
José Roberto Gama de Oliveira, plus connu sous le surnom de Bebeto, est un footballeur brésilien né le 16 février 1964 à Salvador (Brésil). Il formait dans les années 1990 le duo offensif du Brésil avec Romário terriblement efficace. Il a gagné la Coupe du monde 1994 aux États-Unis et a été finaliste en 1998 en France. Il a gagné deux fois la Copa América en 1989 et 1997.
Son fils Mattheus est lui aussi footballeur, professionnel depuis la saison 2012 dans le club de Flamengo.

## Biographie

### Carrière en club

#### Début de carrière au Brésil
Bebeto commence sa carrière en 1983 au club de Vitória avant de jouer à Flamengo, Vasco de Gama, et Botafogo au Brésil.

#### Deportivo La Corogne
Il arrive en Liga en 1992 pour signer au Deportivo La Corogne. Il y vit ses plus belles années sportives (en championnat, il inscrit 86 buts en 131 rencontres). 
Lors de la saison 1993-1994, le Deportivo La Corogne peut devenir pour la première fois de son histoire champion d'Espagne s'il bat le Valence CF pour le compte de la dernière journée de championnat. Durant cette rencontre âprement disputée, alors que le score est toujours de 0-0, le club galicien obtient un penalty à la fin du temps réglementaire, qui peut sceller le sort du match ainsi que celui de la course au titre. Bebeto, star incontestée du Deportivo et tireur habituel des pénaltys en l'absence de Donato, refuse de prendre cette responsabilité. Miroslav Đukić s'en charge à sa place, et le manque. Quelques minutes plus tard, le FC Barcelone est sacré champion d'Espagne... à la différence de buts.

#### Déclin et fin de carrière
Après avoir failli être sacré champion d'Espagne en 1994, il connaît à la suite de son départ du club galicien en 1996 un inexorable déclin. Il passe de club en club sans jamais vraiment s'imposer. Il pose ses valises au FC Séville en Espagne pour 5 petits matchs, retourne au Brésil pour jouer épisodiquement à Flamengo, Vitoria, Botafogo ou au Vasco de Gama ou s'engage en faveur de clubs « exotiques » : Toros Neza au Mexique, Kashima Antlers au Japon. Il finit sa carrière à Al Ittihad Djeddah en Arabie saoudite en 2002.

### Parcours en sélection
Pour le Brésil, Bebeto a marqué 39 buts en 75 sélections entre 1985 et 1998 et a disputé trois Coupes du monde consécutives en 1990, 1994 et 1998.
Champion du monde en 1994, Bebeto fut l'un des meilleurs joueurs de la compétition, inscrivant trois buts. Lors de cette édition, en quarts de finale contre les Pays-Bas et alors que sa femme vient de mettre au monde son troisième enfant, Bebeto devient célèbre dans le monde entier en célébrant son but d'une façon très originale : courant vers la ligne de touche, il joint ses bras pour bercer un bébé imaginaire. Ses coéquipiers Romário et Mazinho le rejoignent pour former ce qui est resté comme une image forte de l'histoire de la Coupe du monde.

## Statistiques

### En sélection nationale
| Saison                | Sélection             | Phases finales                                      | Phases finales | Phases finales | Phases finales | Éliminatoires CDM | Éliminatoires CDM | Éliminatoires CDM | Matchs amicaux | Matchs amicaux | Matchs amicaux | Total | Total | Total |
| Saison                | Sélection             | Compétition                                         | M              | B              | Pd             | M                 | B                 | Pd                | M              | B              | Pd             | M     | B     | Pd    |
| --------------------- | --------------------- | --------------------------------------------------- | -------------- | -------------- | -------------- | ----------------- | ----------------- | ----------------- | -------------- | -------------- | -------------- | ----- | ----- | ----- |
| 1984-1985             | Brésil                | -                                                   | -              | -              | -              | -                 | -                 | -                 | 6              | 0              | 0              | 6     | 0     | 0     |
| 1988-1989             | Brésil                | Copa América 1989                                   | 7              | 6              | 0              | 1                 | 2                 | 0                 | 5              | 2              | 0              | 13    | 10    | 0     |
| 1989-1990             | Brésil                | Coupe du monde 1990                                 | 1              | 0              | 0              | 3                 | 0                 | 2                 | 4              | 0              | 0              | 8     | 0     | 2     |
| 1990-1991             | Brésil                | Copa América 1991                                   | -              | -              | -              | -                 | -                 | -                 | 2              | 0              | 1              | 2     | 0     | 1     |
| 1991-1992             | Brésil                | -                                                   | -              | -              | -              | -                 | -                 | -                 | 8              | 5              | 1              | 8     | 5     | 1     |
| 1992-1993             | Brésil                | Copa América 1993                                   | -              | -              | -              | 2                 | 0                 | 0                 | 5              | 3              | 0              | 7     | 3     | 0     |
| 1993-1994             | Brésil                | Coupe du monde 1994                                 | 7              | 3              | 2              | 5                 | 5                 | 4                 | 4              | 5              | 3              | 16    | 13    | 9     |
| 1994-1995             | Brésil                | Copa América 1995                                   | -              | -              | -              | -                 | -                 | -                 | 1              | 2              | 0              | 1     | 2     | 0     |
| 1995-1996             | Brésil                | -                                                   | -              | -              | -              | -                 | -                 | -                 | 2              | 1              | 2              | 2     | 1     | 2     |
| 1997-1998             | Brésil                | Coupe des confédérations 1997 + Coupe du monde 1998 | 2+7            | 0+3            | 0+2            | -                 | -                 | -                 | 3              | 1              | 1              | 12    | 4     | 3     |
| Total sur la carrière | Total sur la carrière | Total sur la carrière                               | 24             | 12             | 4              | 11                | 7                 | 6                 | 40             | 19             | 8              | 75    | 38    | 18    |

## Palmarès

### En club
- Champion du Brésil en 1989 avec Flamengo
- Copa União (Módulo Verde) en 1987 avec Flamengo
- Champion de l'État de Rio de Janeiro en 1986 avec Flamengo
- Champion de l'État de Bahia en 1997
- Vainqueur de la Coupe d'Espagne en 1995 avec le Deportivo La Corogne
- Vainqueur de la Supercoupe d'Espagne en 1995 avec le Deportivo La Corogne
- Vainqueur de la Coupe Nordeste en 1997
- Vainqueur du Tournoi Rio - São Paulo en 1998
- Vainqueur de la Coupe Naranja de Valence (Espagne) en 1986
- Vainqueur du Tournoi Colombino Huelva (Spain) en 1987
- Vainqueur du Trophée Ramon de Carranza (Cadix) en 1989
- Vainqueur du Tournoi Amizade en 1991
- Vainqueur du Trophée Theresa Herrera en 1995

### EnÉquipe du Brésil
- 75 sélections et 39 buts entre 1985 et 1998
- Vainqueur de la Coupe du Monde en 1994
- Vainqueur de la Copa América en 1989
- Vainqueur de la Coupe des Confédérations en 1997
- Vainqueur de la Coupe du Monde des moins de 20 ans en 1983 avec les moins de 20 ans
- Vainqueur des Jeux Panaméricains en 1987
- Médaillé d'argent aux Jeux Olympiques en 1988 avec les Olympiques
- Médaillé de bronze aux Jeux Olympiques en 1996 avec les Olympiques
- Vainqueur du Tournoi Pré-Olympique en 1987
- Participation à la Coupe du Monde en 1990 (1/8 de finaliste), en 1994 (Vainqueur) et en 1998 (Finaliste)

### Distinctions individuelles
- Meilleur buteur de Primera División en 1993 (29 buts)
- Meilleur buteur du championnat du Brésil en 1992 (18 buts)
- Meilleur buteur du championnat de l'État de Rio en 1988 (17 buts) et en 1989 (18 buts)
- Meilleur buteur des Jeux Olympiques 1996 (6 buts)
- Meilleur buteur de la Copa América en 1989 (6 buts)
- Élu meilleur joueur sud-américain de l'année en 1989 par El Pais
- Élu Ballon d'argent brésilien en 1992 par Placar
- Membre de l'équipe-type sud-américaine en 1989

### Buts internationaux
| Buts en sélection de Bebeto | Buts en sélection de Bebeto | Buts en sélection de Bebeto   | Buts en sélection de Bebeto | Buts en sélection de Bebeto | Buts en sélection de Bebeto             |
| #                           | Date                        | Lieu                          | Adversaire                  | Résultats                   | Compétitions                            |
| --------------------------- | --------------------------- | ----------------------------- | --------------------------- | --------------------------- | --------------------------------------- |
| 1                           | 10 mai 1989                 | Fortaleza, Brésil             | Pérou                       | 4-1                         | Match amical                            |
| 2                           | 8 juin 1989                 | Rio de Janeiro, Brésil        | Portugal                    | 4-0                         | Match amical                            |
| 3                           | 1er juillet 1989            | Salvador                      | Venezuela                   | 3-1                         | Copa América 1989                       |
| 4                           | 9 juillet 1989              | Recife, Brésil                | Paraguay                    | 2-0                         | Copa América 1989                       |
| 5                           | 9 juillet 1989              | Recife, Brésil                | Paraguay                    | 2-0                         | Copa América 1989                       |
| 6                           | 12 juillet 1989             | Rio de Janeiro, Brésil        | Argentine                   | 2-0                         | Copa América 1989                       |
| 7                           | 14 juillet 1989             | Rio de Janeiro, Brésil        | Paraguay                    | 3-0                         | Copa América 1989                       |
| 8                           | 14 juillet 1989             | Rio de Janeiro, Brésil        | Paraguay                    | 3-0                         | Copa América 1989                       |
| 9                           | 30 juillet 1989             | Caracas, Venezuela            | Venezuela                   | 4-0                         | Éliminatoires de la Coupe du monde 1990 |
| 10                          | 30 juillet 1989             | Caracas, Venezuela            | Venezuela                   | 4-0                         | Éliminatoires de la Coupe du monde 1990 |
| 11                          | 15 avril 1992               | Cuiabá, Brésil                | Finlande                    | 3-1                         | Match amical                            |
| 12                          | 15 avril 1992               | Cuiabá, Brésil                | Finlande                    | 3-1                         | Match amical                            |
| 13                          | 17 mai 1992                 | Londres, Angleterre           | Angleterre                  | 1-1                         | Match amical                            |
| 14                          | 31 juillet 1992             | Los Angeles, États-Unis       | Mexique                     | 5-0                         | Match amical                            |
| 15                          | 31 juillet 1992             | Los Angeles, États-Unis       | Mexique                     | 5-0                         | Match amical                            |
| 16                          | 2 août 1992                 | Los Angeles, États-Unis       | États-Unis                  | 1-0                         | Match amical                            |
| 17                          | 16 décembre 1992            | Porto Alegre, Brésil          | Allemagne                   | 3-1                         | Match amical                            |
| 18                          | 14 juillet 1993             | Rio de Janeiro, Brésil        | Paraguay                    | 2-0                         | Match amical                            |
| 19                          | 1er août 1993               | Pueblo Nuevo, Brésil          | Venezuela                   | 5-1                         | Éliminatoires de la Coupe du monde 1994 |
| 20                          | 1er août 1993               | Pueblo Nuevo, Brésil          | Venezuela                   | 5-1                         | Éliminatoires de la Coupe du monde 1994 |
| 21                          | 15 août 1993                | Montevideo, Uruguay           | Uruguay                     | 1-1                         | Éliminatoires de la Coupe du monde 1994 |
| 22                          | 22 août 1993                | São Paulo, Brésil             | Équateur                    | 2-0                         | Éliminatoires de la Coupe du monde 1994 |
| 23                          | 29 août 1993                | Recife, Brésil                | Bolivie                     | 6-0                         | Éliminatoires de la Coupe du monde 1994 |
| 24                          | 29 août 1993                | Recife, Brésil                | Bolivie                     | 6-0                         | Éliminatoires de la Coupe du monde 1994 |
| 25                          | 23 mars 1994                | Recife, Brésil                | Argentine                   | 2-0                         | Match amical                            |
| 26                          | 23 mars 1994                | Recife, Brésil                | Argentine                   | 2-0                         | Match amical                            |
| 27                          | 8 juin 1994                 | San Diego, États-Unis         | Honduras                    | 8-2                         | Match amical                            |
| 28                          | 8 juin 1994                 | San Diego, États-Unis         | Honduras                    | 8-2                         | Match amical                            |
| 29                          | 12 juin 1994                | Fresno, États-Unis            | Salvador                    | 4-0                         | Match amical                            |
| 30                          | 24 juin 1994                | Palo Alto, États-Unis         | Cameroun                    | 3-0                         | Coupe du monde 1994                     |
| 31                          | 4 juillet 1994              | Palo Alto, États-Unis         | États-Unis                  | 1-0                         | Coupe du monde 1994                     |
| 32                          | 9 juillet 1994              | Dallas, États-Unis            | Pays-Bas                    | 3-2                         | Coupe du monde 1994                     |
| 33                          | 22 février 1995             | Fortaleza, Brésil             | Slovaquie                   | 5-0                         | Match amical                            |
| 34                          | 22 février 1995             | Fortaleza, Brésil             | Slovaquie                   | 5-0                         | Match amical                            |
| 35                          | 24 avril 1996               | Johannesbourg, Afrique du Sud | Afrique du Sud              | 3-2                         | Match amical                            |
| 36                          | 6 décembre 1997             | Johannesbourg, Afrique du Sud | Afrique du Sud              | 2-1                         | Match amical                            |
| 37                          | 16 juin 1998                | Nantes, France                | Maroc                       | 3-0                         | Coupe du monde 1998                     |
| 38                          | 23 juin 1998                | Marseille, France             | Norvège                     | 1-2                         | Coupe du monde 1998                     |
| 39                          | 3 juillet 1998              | Nantes, France                | Danemark                    | 3-2                         | Coupe du monde 1998                     |